# Гордиенко, Иван Карпович
Гордиенко Иван Карпович (14 сентября 1923, с. Каясты Болгарские, Крымская АССР — 1999, Днепропетровск) — советский военный деятель, почётный гражданин города Днепропетровска, участник Великой Отечественной войны, был представлен к званию Героя Советского Союза.

## Биография
Родился 14 сентября 1923 года в Крымской области с. Болгарские Каясты, украинец. До войны работал слесарем в городе Кривой Рог.

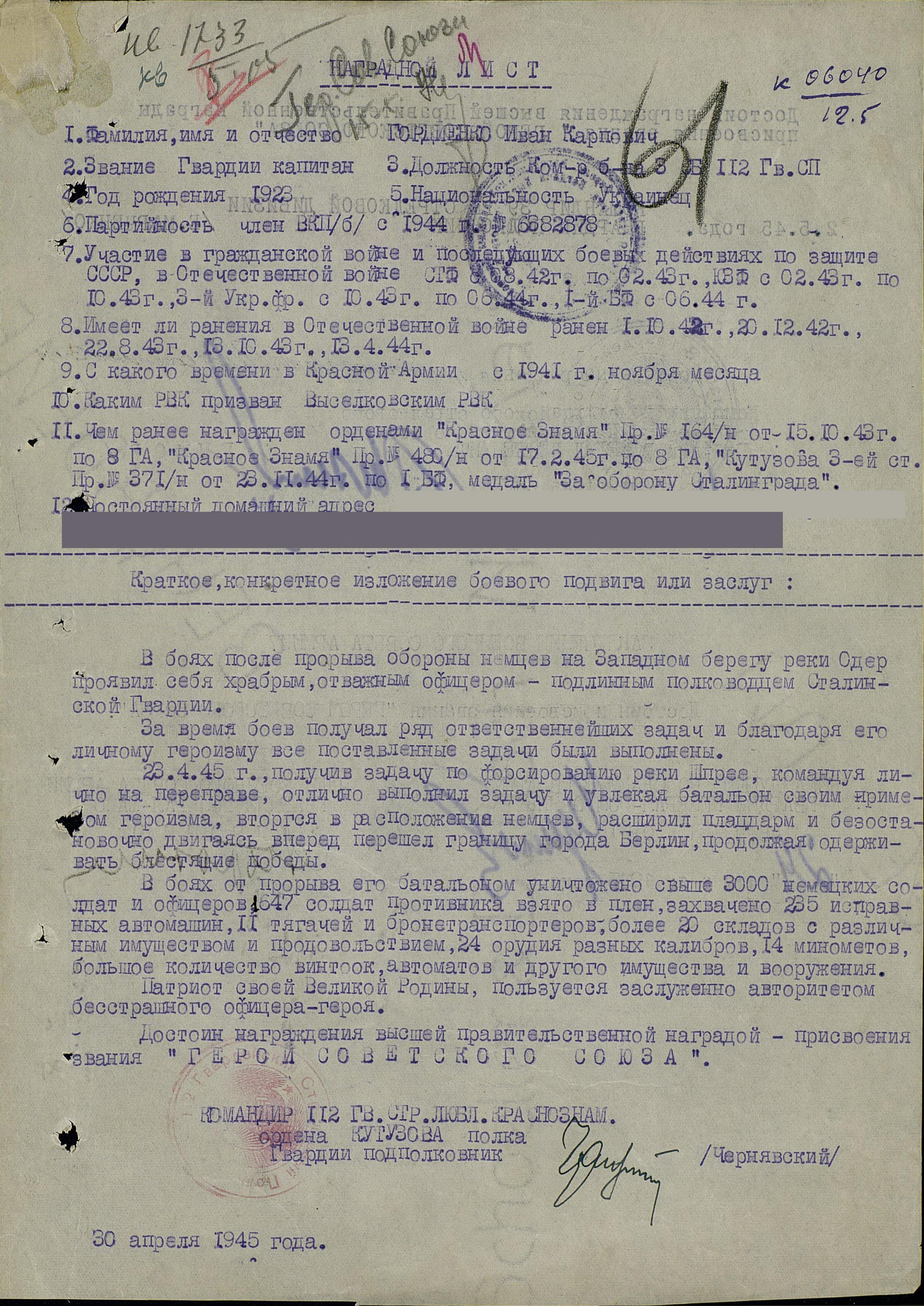
Представление к званию Героя Советского Союза

Призван в РККА 5 ноября 1941 года. В составе 39-й гвардейской стрелковой дивизии принимал участие в освобождении Днепропетровска, Запорожья, Одессы. Пять раз был ранен. Член ВКП(б) с 1944 года. Был представлен к званию Героя Советского Союза командующим 8-й гвардейской армией Чуйковым В. И. Вместо звания Героя был награжден орденом Суворова III степени. Войну закончил в Берлине в звании гвардии майора. После войны продолжил службу в Советской Армии.
После увольнения в запас 8 мая 1963 года в звании подполковника работал на автотранспортном предприятии № 11201.
Умер 8 января 1999 года.

## Награды
- Медаль «За оборону Сталинграда» (22.12.1942)
- Орден Красного Знамени (15.10.1943)
- Орден Кутузова III степени (23.11.1944)
- Орден Красного Знамени (17.02.1945)
- Орден Суворова III степени (02.07.1945)
- Медаль «За взятие Берлина» (02.11.1945)
- Медаль «За победу над Германией в Великой Отечественной войне 1941—1945 гг.» (10.11.1945)
- Медаль «За боевые заслуги» (30.04.1954)
- Орден Красной Звезды (30.12.1956)
- Орден Отечественной войны I степени (21.02.1987)
- звание «Почётный гражданин г. Днепропетровска» (03.05.1995)[2]

## Память
Звание «Почётный гражданин г. Днепропетровска» было присвоено решением Днепропетровского горсовета от 03.05.1995 № 10.
В городе Днепр на улице Высоковольтная, дом № 12 установлена мемориальная доска в честь И. К. Гордиенко. Надпись на ней гласит: «Тут жил почётный гражданин Днепропетровска, участник боёв за освобождение нашего города от фашистских захватчиков, ветеран 39 Гвардейской Барвинковской дивизии Гордиенко Иван Карпович (1923—1998)».